# Phi thực dân hóa
Phi thực dân hóa là quá trình ngược của thực dân hóa: nơi một quốc gia thiết lập và duy trì sự thống trị của nó trên một hay nhiều lãnh thổ khác. Thuật ngữ này trong những năm sau Thế chiến II, đề cập cụ thể đến việc phá bỏ các thuộc địa đế quốc được thành lập trước Thế chiến I trên toàn thế giới. Tuy nhiên, việc phi thực dân hóa không chỉ đề cập đến việc "loại bỏ sự thống trị của các lực lượng không phải là người bản xứ" trong không gian địa lý và các thể chế khác nhau của người dân thuộc địa, nhưng nó cũng đề cập đến việc giải phóng dân trí từ những ý tưởng của những người thực dân đã làm cho người dân thuộc địa cảm thấy kém cỏi.
Ủy ban Đặc biệt của Liên hợp quốc về Phi thực dân hóa đã tuyên bố rằng trong quá trình phi thực dân hóa, không có sự thay thế nào đối với bên đi thực dân cho phép một quá trình tự quyết, nhưng trong thực tế việc giải phóng một thuộc địa có thể bao gồm cả cách mạng bất bạo động hoặc các cuộc chiến tranh giải phóng dân tộc do các nhóm ủng hộ độc lập khởi xướng. Nó có thể là nội bộ hoặc liên quan đến sự can thiệp của các cường quốc nước ngoài hoạt động riêng lẻ hoặc thông qua các tổ chức quốc tế như Liên Hợp Quốc. Mặc dù có thể tìm thấy các ví dụ về thời kỳ phi thực dân hóa sớm nhất từ khi có các tác phẩm của Thucydides, đã có những giai đoạn đặc biệt tích cực trong việc phi thực dân hóa trong thời hiện đại. Chúng bao gồm sự tan vỡ đế chế Tây Ban Nha vào thế kỷ 19; của các đế quốc Đức, Áo-Hung, Ottoman, và Nga sau Thế chiến I; của các đế quốc Anh, Pháp, Hà Lan, Nhật Bản, Bồ Đào Nha, Bỉ và Ý sau Thế chiến II; và Liên Xô (kế tục Đế quốc Nga) sau Cách mạng Tháng Mười.